# Colobomatus fusiformis
Colobomatus fusiformis is een eenoogkreeftjessoort uit de familie van de Philichthyidae. De wetenschappelijke naam van de soort is voor het eerst geldig gepubliceerd in 1974 door Izawa.